# Tania Kernaghan
Tania Kernaghan (Albury, 18 luglio 1968) è una cantante australiana.

## Biografia
Figlia di Ray Kernaghan e sorella di Lee, entrambi cantanti country, è salita alla ribalta nel 1996, con la pubblicazione del suo primo album December Moon, che ha raggiunto la 30ª posizione nella ARIA Albums Chart e che è stato certificato disco di platino in madrepatria. È stato candidato nella categoria Miglior album country agli ARIA Music Awards 1996. È stato seguito da Dancing On Water tre anni dopo, arrivato alla 29ª posizione in Australia. Nel corso della sua carriera ha ricevuto quattro Golden Guitars ai Country Music Awards of Australia.

## Discografia

### Album in studio
- 1996 – December Moon
- 1999 – Dancing On Water
- 2001 – Big Sky Country
- 2005 – Higher Ground
- 2009 – Livin' the Dream
- 2017 – All Australian Girl

### Raccolte
- 2012 – Greatest Hits